# Gebaar

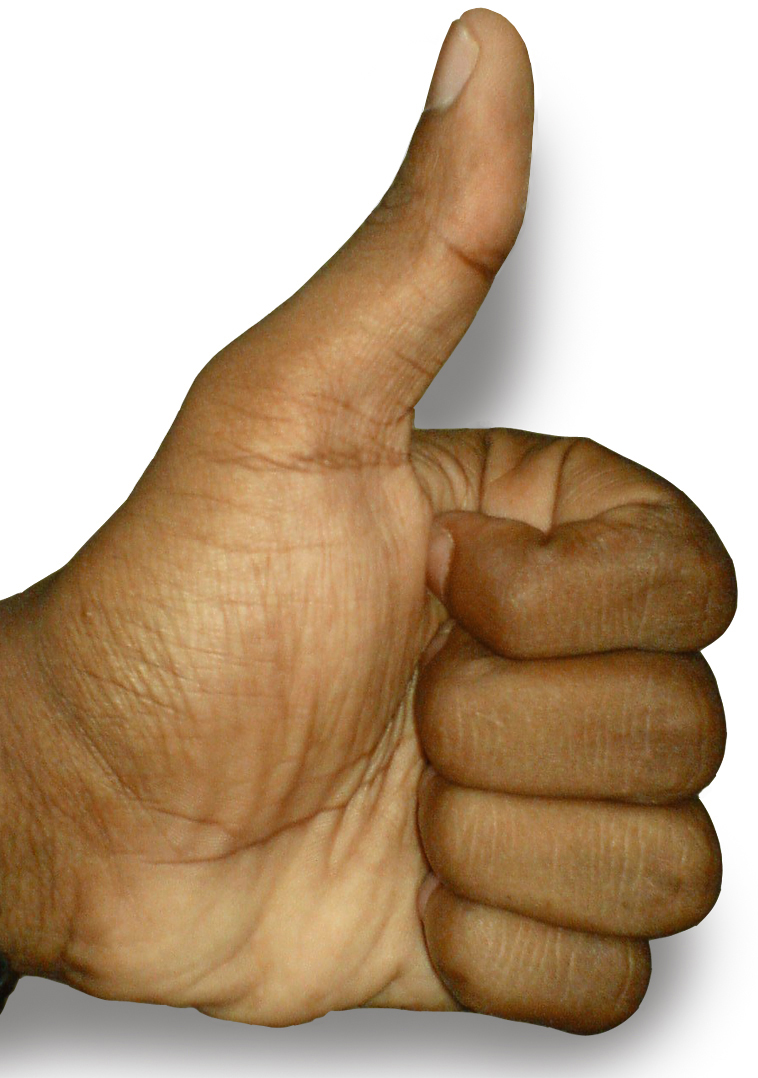
Gebaar voor "Goed zo!"

Een gebaar is een beweging van handen, hoofd en/of andere lichaamsdelen vanuit de intentie om te communiceren of om de gesproken communicatie te ondersteunen. Gebaren zijn bij met name doven een onderdeel van een uitgebreide gebarentaal. Gebaren zijn dikwijls cultureel bepaald. Ze worden ook in vele godsdiensten gebruikt.

## Soorten gebaren
David McNeill onderscheidt in zijn boek Hand and mind: what gestures reveal about thought (1992) vijf soorten gebaren op basis van de aanwezigheid van gesproken taal en hoe conventioneel de gebaren zijn. Die soorten gebaren plaatst hij op een as genaamd Kendons continuüm. Links op de as staan de meest spontane gebaren die de gesproken taal begeleiden, rechts bevinden zich de meest conventionele gebaren die zonder gesproken taal gebruikt worden. De soorten gebaren op Kendons continuüm zijn: gesticulatie, taalachtige gebaren, pantomimes, emblemen en gebarentalen. De tabel hieronder biedt een schematisch overzicht.
|                | Gesticulatie | Taalachtige gebaren | Pantomimes | Emblemen | Gebarentalen |
| -------------- | ------------ | ------------------- | ---------- | -------- | ------------ |
| Gesproken taal | Ja           | Ja                  | Nee        | Ja/Nee   | Nee          |
| Conventioneel  | Nee          | Nee                 | Nee        | Ja       | Ja           |

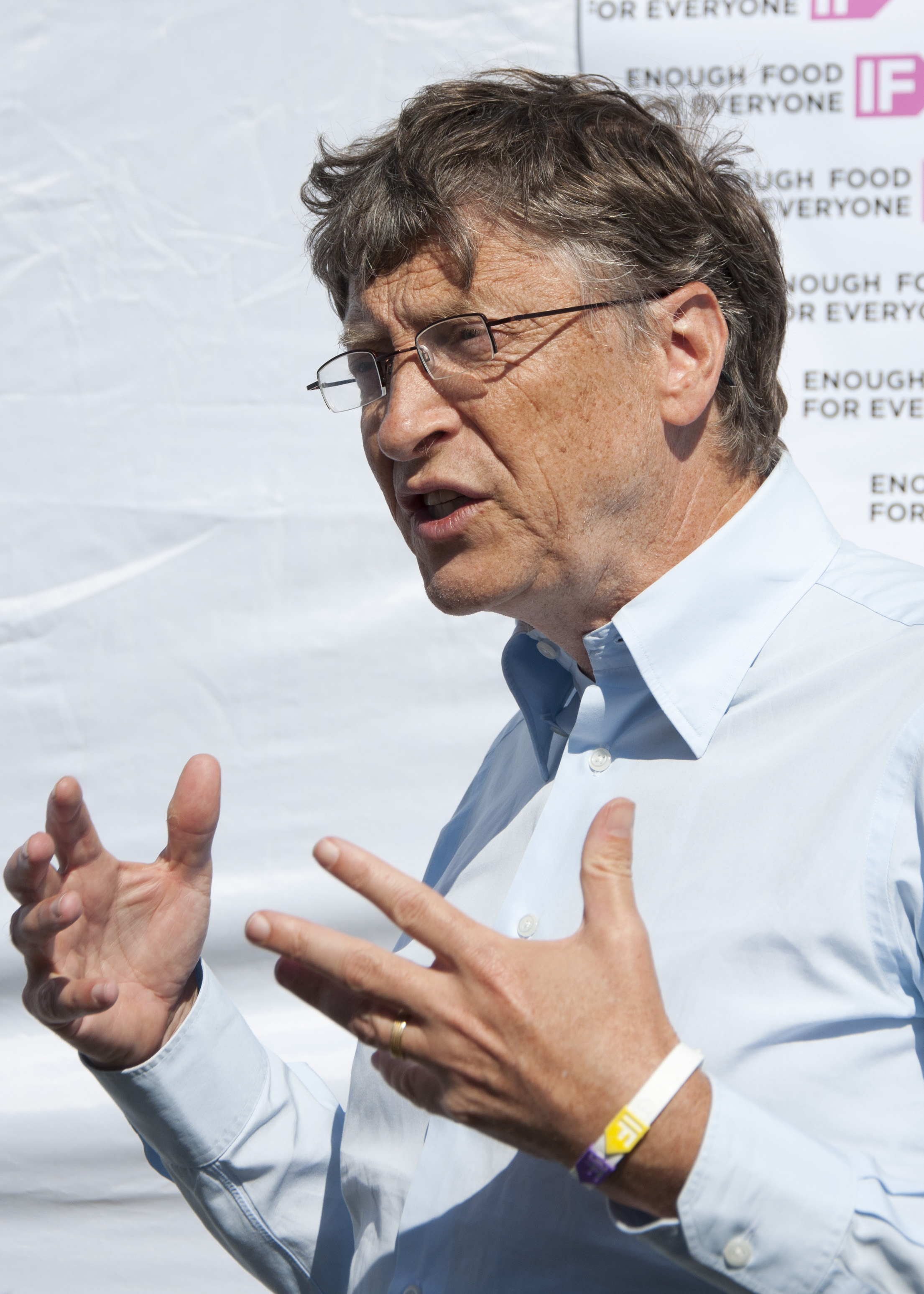
Voorbeeld van gesticulatie tijdens het spreken.

- Voorbeeld van gesticulatie tijdens het spreken.Gesticulatie (Engels: “co-speech gestures”): Dit is de verzamelnaam voor spontane gebaren die een spreker maakt tijdens het spreken (zie afbeelding). Hieronder verstaan we onder andere het meetellen op de vingers tijdens een opsomming of met de handen "enerzijds" en "anderzijds" weergeven.

- Taalachtige gebaren (Engels: “language-like gestures”): Dat zijn gebaren die net als gesticulatie de gesproken taal begeleiden, maar in tegenstelling tot gesticulatie wel geïntegreerd zijn in de gesproken zin. Een voorbeeld van een taalachtig gebaar is de uitspraak “Ik voel me [duim omhoog]”, waar het gebaar “duim omhoog” het woord “goed” vervangt.

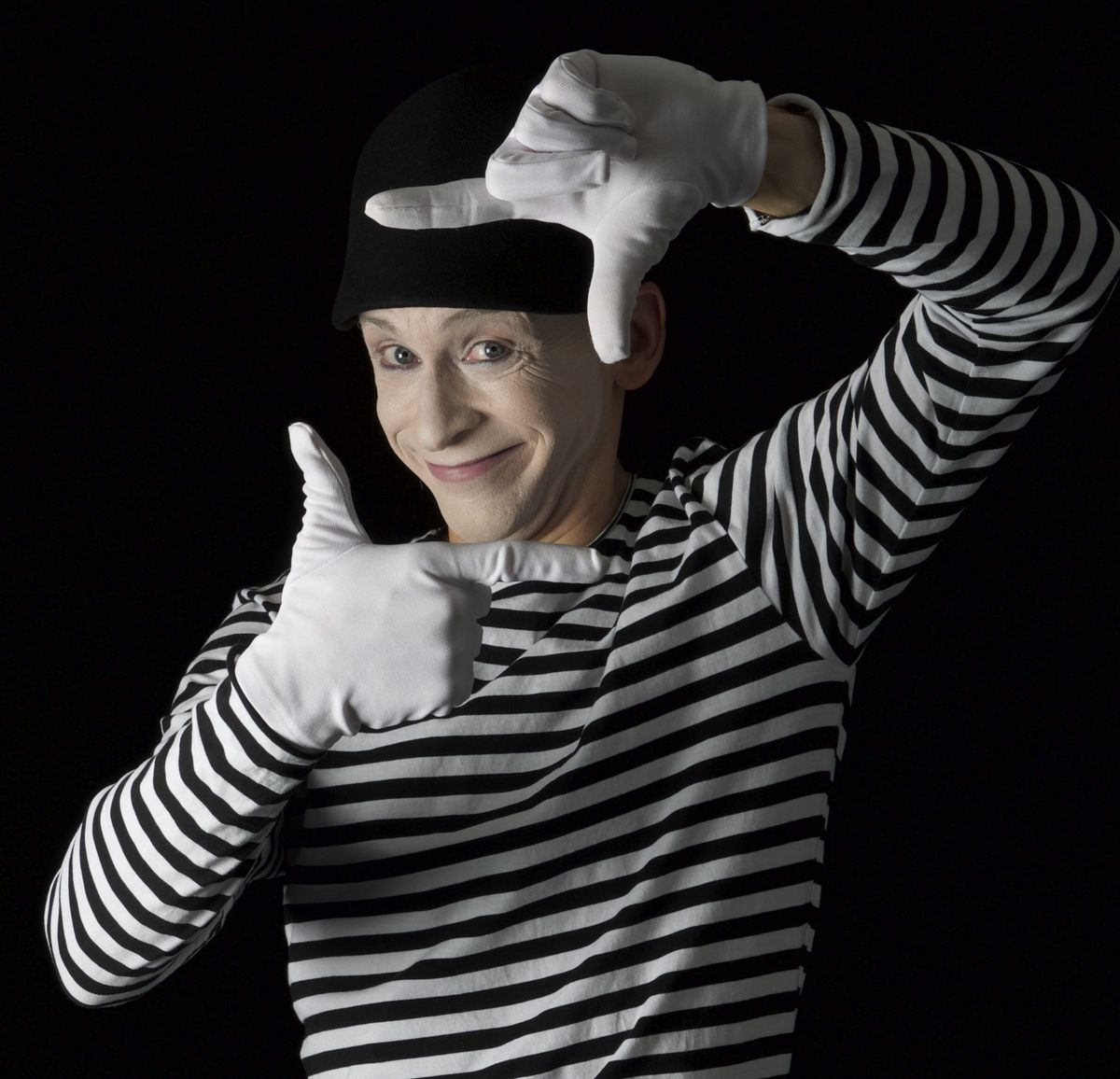
Voorbeeld van een pantomimegebaar. De man beeldt met zijn vingers de vorm van een kader uit.

- Pantomimes: Dit zijn gebaren die zonder gesproken woorden een object of actie uitbeelden. Pantomimes zijn vaak iconisch, wat betekent dat de vorm van pantomimegebaren lijkt op wat ze uitbeelden[1]. Een voorbeeld van een iconisch pantomimegebaar is een kader uitbeelden door de vingers in een rechthoekige vorm te plaatsen (zie afbeelding).

- Emblemen: Dit zijn conventionele en cultuurgebonden gebaren. Ze kunnen zowel met als zonder gesproken taal gebruikt worden[1]. Voorbeelden van zulke gebaren zijn de duim omhoog of de opgestoken middelvinger. Dat emblemen conventioneel zijn, betekent dat ze strikte regels rond hun vorm en betekenis hebben. Om bijvoorbeeld te tonen dat iets goed is, mag de duim niet naar beneden, want anders verandert de betekenis naar “slecht”. De culturele gebondenheid houdt in dat elke cultuur een verzameling van emblemen met een vaste vorm en betekenis heeft. Emblemen kunnen bijgevolg buiten een cultuur een andere betekenis hebben of niet bestaan[2]. Enkele voorbeelden van emblemen met een verschillende betekenis over culturen heen zijn te vinden in dit artikel onder Gebaren en cultuur.

- Gebarentalen: Gebarentalen zijn volwaardige talen op basis van conventionele gebaren met een eigen woordenschat (“gebarenschat”), grammatica en regels rond de handvorm en -beweging[1][3]. Gebarentalen worden voornamelijk gebruikt door doven. Ze worden in tegenstelling tot gesticulatie en emblemen per definitie zonder gesproken taal gebruikt.

Daarnaast definieert Desmond Morris in zijn boek Body Talk: a world guide to gestures (1994) technische gebaren. Dat zijn gebaren die aangeleerd moeten worden en die enkel door een beperkte groep mensen gebruikt worden. Als voorbeeld geeft hij de gebarentaal voor brandweerlui. Ook de vlaggentaal die gebruikt wordt op luchthavens en schepen valt onder deze categorie.

## Gebaren en cultuur
Gebaren (vooral emblemen) zijn dikwijls cultureel bepaald, tenzij het gebaar zo universeel is dat het door iedereen op dezelfde manier begrepen worden. Wanneer dit niet het geval is kan een gebaar verkeerd of zelfs als een belediging worden opgevat. Ook de gepastheid van gebaren verschilt per cultuur en per situatie. In sommige landen is het gebruikelijk uitgebreide gebaren te maken bij het praten. In andere landen wordt dat niet gewaardeerd. Ook in zakenkringen, vergaderingen en bij zakelijke toespraken is het niet gebruikelijk veel gebaren te maken, hoewel deze soms een spreker kunnen helpen de aandacht vast te houden.
- Een Nederlander die een cirkel van zijn duim en wijsvinger maakt, duidt daarmee goedkeuring aan. In Frankrijk is dit het gebaar voor nul. In Japan betekent dit 'geld'. In Arabische landen symboliseert het het boze oog en in Iran is dit een uitgesproken seksueel gebaar.
- Met de opgestoken duim geven Nederlanders aan dat iets goed is. Duikers geven er juist mee aan dat ze omhoog willen omdat het juist niet goed gaat. In landen rond de middellandse zee is het een obsceen gebaar.
- Grieken en Bulgaren maken knikkende hoofdbewegingen als ze 'nee' bedoelen en kantelen hun hoofd lichtjes bij 'ja'. Bovendien is het Griekse woord voor 'ja' 'nè', wat nou net weer lijkt op de neewoorden in de verschillende Europese talen ('nee', 'no', 'nein', 'njet', 'non').
- Wijzen is over het algemeen toegestaan wanneer men naar een object wijst. Direct naar een persoon wijzen wordt in veel landen als aanvallend of denigrerend gezien.
- Wenken in de betekenis van 'kom eens hier' wordt in Nederland gedaan met de handpalm omhoog. In Arabische en Afrikaanse landen wenkt men met de handpalm naar beneden (wat in Nederland juist: ' ga weg!' betekent. Dit geeft soms verwarring. Het wenkgebaar met alleen de vinger wordt in veel situaties niet gewaardeerd. Ouders en leraren maken het gebaar immers naar hun (stoute) kinderen en prostituees naar mogelijke klanten, en niemand wil als ondeugend kind of hoerenloper worden aangemerkt.

## Gebaren en cultuur doorheen de eeuwen
Doorheen de geschiedenis hebben denkers over taal zich over de vraag gebogen of gebaren verstaanbaar zijn voor mensen uit alle culturen of eerder cultureel gebonden zijn. Hier volgt een historisch overzicht van hun antwoorden.
In de oudheid en middeleeuwen was er geen aandacht voor dit vraagstuk, doordat gebaren vooral in functie van de retoriek of welsprekendheid werden bestudeerd. In de vroegmoderne periode en de achttiende eeuw heerste de overtuiging dat gebaren een universele taal konden vormen. In de negentiende eeuw was men nog altijd overtuigd van de universaliteit van gebaren en gebarentalen, maar erkende men ook het bestaan van cultureel specifieke gebaren. De twintigste-eeuwse en eenentwintigste-eeuwse studies tonen met experimentele methoden aan dat gebaren zowel een universeel als cultureel specifiek karakter hebben.

### Klassieke oudheid
In de klassieke oudheid hielden de auteurs van de overgeleverde teksten zich niet bezig met de vraag of gebaren over culturen heen dezelfde betekenis dragen. Men dacht wel na over gebaren, maar enkel binnen de context van de retoriek of welsprekendheid. Zo hebben de Romeinse auteurs Marcus Tullius Cicero (106 v. Chr. – 43 v. Chr.) in De Oratore (55 v. Chr.) en Marcus Fabius Quintilianus (ca. 35 – ca. 100) in Institutio Oratoria (ca. 95) beiden over het belang van gesticulatie tijdens een toespraak geschreven. De Grieken en Romeinen waren zich bewust van culturele verschillen in non-verbaal gedrag: zo vonden ze de manier van lopen of gesticuleren van andere volkeren “verwijfd”. Toch zijn er uit de klassieke oudheid geen studies over de invloed van cultuur op gebaren overgebleven.

### Middeleeuwen
Hoewel de middeleeuwen bekend staan als een gebarencultuur waarin een belangrijke rol was weggelegd voor gebaren in bijvoorbeeld de christelijke iconografie en tijdens formele gelegenheden zoals priesterwijdingen, werd er een lange tijd nauwelijks nagedacht over gebaren. Tijdens de Karolingische renaissance nam de belangstelling voor gebaren terug toe, dankzij de herontdekking van de retorische werken van Cicero en Quintilianus, maar net zoals in de oudheid focusten studies van gebaren niet op de universaliteit van gebaren over culturen heen, maar op het uitstippelen van een norm voor de gesticulatie en ander non-verbaal gedrag van christelijke geestelijken.

### Vroegmoderne periode (renaissance tot 17eeeuw)
Het is pas vanaf de vroegmoderne periode dat denkers over taal gebaren los van de retorische context bestudeerden en gebaren in een cross-cultureel perspectief plaatsten. Men dacht na over hoe gebaren(talen) op zich een internationaal communicatiemiddel konden vormen zonder gesproken taal. Dat is een groot verschil met het klassieke perspectief van de retoriek, waar gebaren volledig in dienst stonden van de gesproken taal.
In de vroegmoderne periode waren enkele prominente geleerden overtuigd van de universaliteit van gebaren, zoals Francis Bacon (1561–1626) en John Bulwer (1606–1656). De Engelse filosoof Francis Bacon introduceerde de universalistische idee in zijn De augmentis scientiarum (1623), waarin hij de taal problematiseerde. Volgens hem konden niet alleen gesproken taal, maar ook gebaren een vorm van communicatie zijn. Het feit dat handelaars die verschillende talen spreken en dat dove familieleden succesvol kunnen communiceren met gebaren wees erop dat gebaren over culturen heen dezelfde betekenis dragen. 

John Bulwer (1606-1656), een Engelse arts en retorisch theoreticus, nam Bacons argumenten over in zijn Chirologia (1644). Hij voegde hieraan toe dat gebaren een natuurlijke taal vormen die alle mensen begrijpen, zonder dat ze die gebaren moeten aanleren, in tegenstelling tot de gesproken talen. Bulwers idee van de natuurlijkheid en universaliteit van gebaren kwam voort uit zijn medische achtergrond. Hij was geschoold volgens de klassieke medische semiotiek of betekenisleer van Galenus. De medische semiotiek beschouwt elke lichamelijke uiting als een symptoom dat iets vertelt over de innerlijke gezondheidstoestand van een patiënt. De link tussen symptoom en gezondheidstoestand is een directe, natuurlijke relatie. Bulwer paste dat model van de medische semiotiek toe op gebaren. Net zoals buikpijn een symptoom is van een probleem in het spijsverteringsstelsel, zijn gebaren voor Bulwer een directe en natuurlijke uiting van de innerlijke emoties en gedachten van een mens. Taal vond Bulwer daarentegen een artificiële uiting van emoties en gedachten.

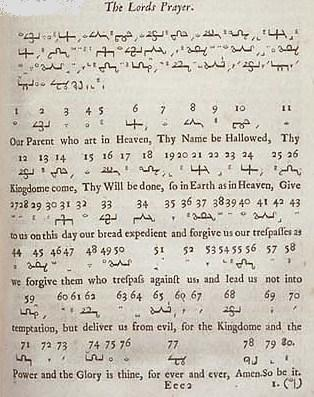
Voorbeeld van het logografische schrift van John Wilkins.

De natuurlijke relatie tussen gebaar en mentale toestand maakte gebaren volgens Bulwer geschikt als universele taal. In de zeventiende eeuw stond de zoektocht naar een universele taal centraal als gevolg van Francis Bacons invraagstelling van de taal in De augmentis scienticarum (1623). Bacon wantrouwde de natuurlijke taal, omdat die door bijvoorbeeld het gebruik van metaforen de werkelijkheid vervormt. Daarom pleitte Bacon voor de creatie van een universele en internationale wetenschappelijke taal die de realiteit werkelijkheidsgetrouw weergeeft. Het type schrift dat volgens hem daarvoor geschikt was, waren “real characters”. Dat is een soort logografisch schrift, zoals het Chinees, waarbij de tekens niet fonetisch woorden spellen, zoals de letters van het alfabet, maar direct een concept weergeven. Bacons pleidooi voor een universele taal op basis van “real characters” leidde tot een hele reeks pogingen om zo’n taal te creëren, waarvan John Wilkins’ (1614-1672) An Essay towards a Real Character and a Philosophical Language (1668) een bekend voorbeeld is (zie afbeelding). John Bulwer stond echter kritisch tegenover het idee van zo’n artificiële universele taal, omdat die opnieuw het product is van menselijk denken en dus een vervorming van de werkelijkheid is. Volgens Bulwer moest de universele taal niet meer uitgevonden worden, maar was die al voorhanden in de natuurlijke vorm van gebaren. Hoewel Bulwer potentieel zag in gebaren als universele taal, heeft hij geen universeel communicatiesysteem op basis van zijn ideeën uitgewerkt.

### 18eeeuw
In de achttiende eeuw was men nog steeds overtuigd van het universele karakter van gebaren en meer specifiek van de gebarentalen van doven. Daarnaast ontstond de theorie dat gebaren konden helpen om de oorsprong van de taal te verklaren. De Italiaanse filosoof Giambattista Vico (1688-1744) en de Franse denkers Denis Diderot (1713-1784) en Étienne Bonnot de Condillac (1715-1780) meenden dat gebaren de voorloper van de gesproken taal waren. Het is echter onduidelijk of zij geloofden dat alle gesproken talen uit één gemeenschappelijke gebarenbron kwamen, of dat beschavingen over de hele wereld verschillende gebarensystemen hebben ontwikkeld, waaruit dan ook verschillende talen zijn gegroeid. In het eerste geval zouden gebaren grotendeels universeel moeten zijn, in het tweede eerder cultureel specifiek.
Hoewel het niet duidelijk is of de achttiende-eeuwse denkers overtuigd waren van een gemeenschappelijke gebarenbron als basis voor alle gesproken talen, geloofden sommigen, net als John Bulwer een eeuw eerder, dat gebaren de basis voor een universeel begrijpbare taal konden vormen. In dat verband is Charles-Michel de l’Épée een vermelding waard. Hij richtte in Parijs de eerste dovenschool op en ontwikkelde op basis van de gebarentaal van zijn leerlingen een gebarensysteem om hen het Frans aan te leren, zodat zij over abstracte filosofische ideeën konden nadenken. Vóór het initiatief van de l’Épée heerste namelijk het vooroordeel dat doven doordat ze geen gesproken taal beheersten, ook niet in staat waren om abstract te redeneren. De l’Épée was ervan overtuigd dat zijn gebarentaal voor doven als universele wetenschappelijke taal kon dienen, omdat het abstracte filosofische begrippen via concrete handbewegingen kon uitdrukken. Bovendien zou zijn gebarentaal ook makkelijk aan te leren zijn aan horende mensen. Hoewel dat idee enthousiast ontvangen werd door zijn opvolger Abbé Roch-Ambroise Cucurron de Sicard (1742-1822), is de l’Épée’s gebarensysteem nooit effectief ingezet als universele taal tussen geleerden.
In de achttiende eeuw waren er ook stemmen die het universele karakter van gebaren nuanceerden. Zo trok de Franse geleerde Joseph-Marie de Gérando (1772-1842) de bruikbaarheid van de l’Épées gebarentaal als universele taal in twijfel in Des signes et de l’art de penser (1800). Hij vermoedde dat het gebarensysteem door frequent gebruik zijn transparante karakter zou verliezen. Bovendien vond hij dat er niet zomaar vanuit kon worden gegaan dat een gebaar op verschillende plaatsen in de wereld dezelfde betekenis draagt. De Gérando nam dus eerder het standpunt in dat gebaren ook culturele specificiteit kunnen vertonen.

### 19eeeuw
In de negentiende eeuw lieten denkers over taal het idee van een universele taal op basis van gebaren varen. Wel waren ze nog steeds geïnteresseerd in de oorsprong van taal, en hoe gebaren mogelijk een eerder stadium in de ontwikkeling van taal voorstellen. Het onderzoek naar de oorsprong van de taal ging vaak gepaard met een (etnografische) cross-culturele vergelijking van gebaren. Daarbij stelden geleerden vast dat gebaren over de wereld heen zowel gelijkenissen als verschillen vertonen.
Een van de negentiende-eeuwse onderzoekers naar gebaren is de Engelsman Edward Tylor (1832-1917), die vandaag als een van de eerste antropologen wordt gezien. In Researches into the Early History of Mankind (1865) onderzocht hij de psychologische basis van taal. Hij meende dat volkeren over de hele wereld over een gemeenschappelijke basis voor taal beschikken en door dezelfde ontwikkeling van taal gaan, maar dat door culturele evolutie sommige volkeren, zoals de inheemse bevolking van Noord-Amerika, een minder ver ontwikkelde taal hebben dan andere volkeren. Die visie sluit aan bij het negentiende-eeuwse wetenschappelijk racisme.
In zijn studie The Gesture Language (1878) vergeleek Edward Tylor de gebaren van onder andere dove leerlingen in een Berlijnse dovenschool met de gebaren van horende inheemse Noord-Amerikaanse stammen. Hij kwam tot de conclusie dat de gebaren van die groepen op het eerste zicht verschilden, maar dat de principes die de dove Duitse leerlingen en de horende Noord-Amerikaanse mensen gebruiken om te gebaren universeel waren. Zo merkte hij op dat beide groepen als basisprincipe voor hun gebaren iconiciteit (de gelijkenis tussen het gebaar en datgene wat het gebaar uitdrukt) toepasten. Bij het uitbeelden van dieren bijvoorbeeld, imiteerden beide groepen in hun gebaren bijvoorbeeld de oren, horens of andere typerende eigenschappen van dieren. Tylor gaf toe dat er ondanks de gelijke principes van iconiciteit ook culturele specificiteit was in de gebaren. Zo beeldde de Noord-Amerikaanse stam een hond uit als een dier dat een slee voorttrekt, omdat honden vroeger in die stam de sleeën voorttrokken. Dat gebaar was dus enkel herkenbaar voor iemand met die culturele achtergrondkennis.

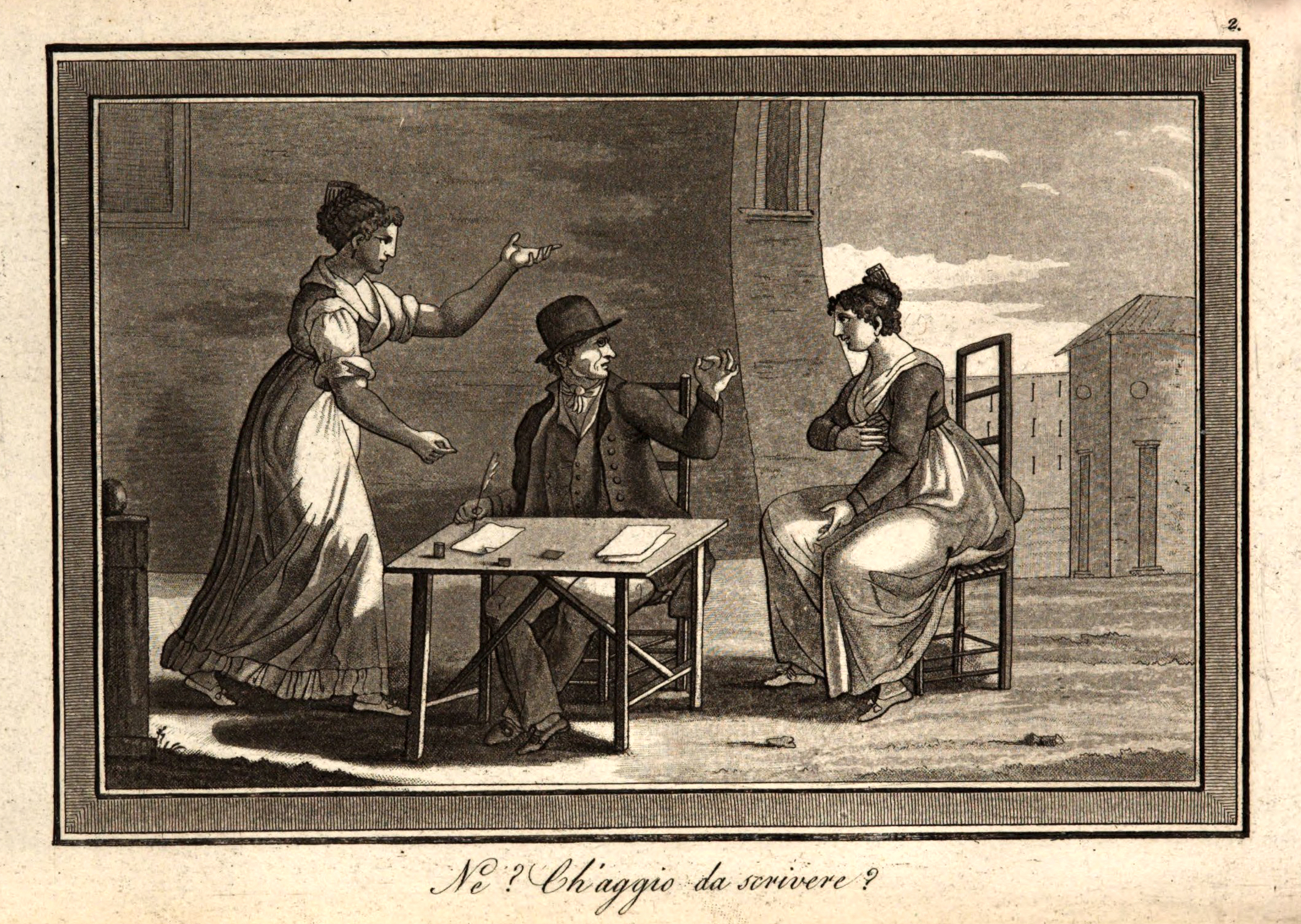
Illustratie uit Andrea de Jorio's La mimica degli antichi investigata nel gestire Napoletano.

Naast Edward Tylor onderzochten ook andere wetenschappers gebaren en gebarentalen om meer inzicht te krijgen in de taal en cultuur in een vroeger stadium. De Amerikaanse etnoloog Garrick Mallery (1831-1894) vergeleek de Plains Indian Sign Language (PISL) met andere Europese gebaren(talen) en stelde vast dat informatie in gebaren cross-cultureel op dezelfde manier geordend werd, wat wees op universaliteit. Ook de Italiaan Andrea De Jorio (1769-1851) was geïnteresseerd in de etnografische studie van gebaren, al legde hij meer de nadruk op culturele diversiteit in gebaren. Hij bestudeerde in zijn etnografische werk La mimica degli antichi investigata nel gestire Napoletano (1832) de gebaren van het gewone volk in Napels. Hij meende dat de volkse gebaren een weerspiegeling waren van de gebaren in de klassieke oudheid, een tijdsperiode waar toen veel belangstelling voor was wegens de archeologische ontdekkingen in Herculaneum en Pompeï. De Jorio toonde aan dat sommige Napolitaanse gebaren in een aangrenzende stad al niet meer herkenbaar waren door hun sterke culturele gebondenheid en conventionaliteit.

### 20een 21eeeuw
In de twintigste en eenentwintigste eeuw worden gebarenstudies (Engels: “gesture studies”) een autonoom wetenschappelijk domein. Moderne technologieën zoals filmcamera’s laten toe om gebaren gemakkelijker vast te leggen en te beschrijven. Het twintigste- en eenentwintigste-eeuwse onderzoek bevestigt de bevindingen uit de negentiende eeuw dat gebaren zowel kenmerken van universaliteit als van culturele specificiteit vertonen. Een belangrijk verschil met de vorige eeuwen is dat men het onderscheid maakt tussen verschillende soorten gebaren.
Een pioniersstudie in de twintigste eeuw was Gesture, Race and Culture (1941) van David Efron (1904-1981). Dit boek had net zoals het werk van Edward Tylor, Garrick Mallery en Andrea de Jorio een etnografische inslag, maar vernieuwend was dat Efron daarbij moderne technologieën zoals de filmcamera inzette om de gebaren vast te leggen. Efron vergeleek de gebaren van Italiaanse en Oost-Europese joodse immigranten in New York met elkaar, en had daarbij bijzondere aandacht voor de verschillen tussen de eerste generatie migranten van elke groep met generaties die meer geïntegreerd waren in New York. Efron stelde vast dat de gebaren van de Italiaanse en de Oost-Europese immigranten onderling sterk verschilden. Zo maakten Italianen grotere gebaren die vaak letterlijk de inhoud van wat ze zegden uitbeeldden, terwijl de joodse Oost-Europeanen eerder ideografische gebaren maakten. Dat zijn gebaren die de gedachtegang visualiseren. Efron stelde daarnaast vast dat de gebaren van de geïntegreerde generaties meer leken op die van de Amerikanen. Hij bewees hierdoor empirisch dat het gebruik van gebaren verschilde naargelang de cultuur.
Vanaf het einde van de twintigste eeuw nam de wetenschappelijke belangstelling voor gebaren nog meer toe en werden gebarenstudies ook een autonoom wetenschappelijk domein. De experimenten aan het einde van de twintigste eeuw en aan het begin van de eenentwintigste eeuw tonen aan dat gebaren tegelijk tekenen van universaliteit en van culturele specificiteit vertonen, en dat de universaliteit van gebaren afhangt van het soort gebaar. Dat is een belangrijk verschil met de vorige eeuwen, waar men geen onderscheid tussen de soorten gebaren maakte.
In de eenentwintigste eeuw is er over de universaliteit of culturele specificiteit van sommige soorten gebaren consensus. Zo staat het vast dat emblemen en gebarentalen door hun conventionele en arbitraire karakter cultureel specifiek zijn. Emblemen kunnen zich wel verspreiden door cultureel contact, waardoor ze wereldwijd herkenbaar worden. Denk aan emblemen zoals het V-teken voor vrede. Ook gebarentalen zijn onderling niet verstaanbaar, al kunnen gebarentaligen met een verschillende gebarentaal wel sneller een gebarensysteem ontwikkelen om elkaar te beter te begrijpen.
Volgens het onderzoek in de twintigste en eenentwintigste eeuw is er ook universaliteit in gebaren. Mensen over culturen heen lijken dezelfde technieken te gebruiken om concepten uit te beelden in pantomimegebaren. Pantomimegebaren zijn gebaren zonder gesproken taal, die een vormelijke overeenkomst tonen met datgene wat wordt uitgebeeld. Zo gebruikten Nederlandse en Mexicaanse deelnemers in een experiment dezelfde technieken om de bevraagde concepten uit te beelden in pantomimegebaren.
Sommige soorten gebaren zijn tegelijk universeel en cultureel specifiek. Wijzen is daar een voorbeeld van: het is universeel omdat wijzen in alle culturen voorkomt. Kinderen in alle culturen wijzen nog alvorens ze kunnen spreken, en gaan daarbij door dezelfde ontwikkelingsfases. Wat wijzen echter ook cultureel specifiek maakt, is dat het lichaamsdeel waarmee wordt gewezen kan verschillen naargelang cultuur. Zo wijzen veel Europeanen en Noord-Amerikanen met de wijsvinger, maar er zijn ook regio’s, zoals bijvoorbeeld Panama, Oost-Afrika, Centraal-Australië en Laos, waar mensen wijzen met getuite lippen.

## Voorbeelden van gebaren
Hieronder volgt een opsomming van voorbeelden van gebaren. De voorbeelden zijn geordend volgens de lichaamsdelen waarmee het gebaar wordt uitgebeeld.

### Met één hand
| naam                          | gebaar                                                                                            | betekenis |
| ----------------------------- | ------------------------------------------------------------------------------------------------- | --- |
| afkloppen                     | met knokkels op hout kloppen                                                                      | hoop op succes, of het ongedaan maken van ongeluk. In Duitse universiteiten en het Duitse zakenleven wordt afkloppen als alternatief voor handenklappen gebruikt om waardering over een speech of presentatie te doen blijken. |
| afweren                       | de spreker wendt zich af en houdt zijn gestrekte hand met de palm naar het gezicht van de ander   | "Ga weg, laat me met rust!" |
| babbelen                      | vingers horizontaal en herhaaldelijk laten samenkomen met duim                                    | de ander babbelt te veel |
| corna                         | wijsvinger en pink uitgestoken                                                                    | satanisme, afwenden van het kwaad, iemand uitmaken voor hoorndrager |
| duimen                        | duim omhoog                                                                                       | "goed zo!", ook gebruikt om te liften |
| duimen (afkeurend)            | duim omlaag                                                                                       | "Slecht!" |
| gek                           | wijsvinger laten ronddraaien aan de slaap                                                         | "je bent gek" |
| geld                          | wijsvinger en duim over elkaar wrijven                                                            | "er is geld nodig" of "dat is duur" |
| groet                         | palm naar voor                                                                                    | groeten |
| Hitlergroet                   | palm naar voor met gestrekte rechterarm +- 45 graden tav horizontaal                              | "Heil (leve) Hitler". Gebruikt door nazi's en neonazi's. Soms wordt het gebaar als teken van sarcasme of belediging gebruikt, eventueel met twee vingers onder de neus om Hitlers snor te simuleren. Het gebaar betekent dan: "Ik vind jou even walgelijk als Hitler" of "Dat zijn nazistische praktijken". Het gebaar is in o.a. Duitsland en Oostenrijk verboden en geldt tegenwoordig hoe dan ook als een zeer zware belediging, waar ook derden aanstoot aan kunnen nemen. |
| kruisteken                    | de verticale hand met de vingers naar boven eerst naar beneden bewegen, dan van links naar rechts | zegenen, goeds toewensen (eig. Rooms-katholiek) |
| middelvinger                  | middelvinger omhoog                                                                               | "fuck you" (beledigend), in sommige culturen overwinningsteken |
| op de tafel slaan             | men slaat met de vlakke hand of vuist op tafel                                                    | Dit is een zeer krachtig gebaar waarmee dat verschillende betekenissen kan hebben, zoals sterke afkeuring of frustratie, het eisen van de aandacht wanneer men zich genegeerd voelt, of het kracht bijzetten van de eigen woorden. Binnen de meeste situaties wordt dit gezien als (zware) etiquettebreuk. Soms worden voorwerpen gebruikt voor een harder geluid, zoals de zegel- of huwelijksring, of, in het geval van Nikita Chroesjtsjov in 1960, zijn schoen.            |
| pico bello                    | duim en wijsvinger samen (de toppen tegen elkaar), andere vingers omhoog                          | "dit is zeer goed". In sommige culturen is het een beledigende suggestie naar homoseksualiteit (de vingers maken een cirkel en symboliseren zo de anus) |
| pistoolschot                  | wijsvinger en duim uitgestrekt en wijzen                                                          | "ik wil jou dood", "jij bent zo goed als dood" |
| de rekening                   | doen of je schrijft in de lucht                                                                   | aan een kelner: "ik wil de rekening" |
| Servisch teken                | duim, wijsvinger en middelvinger omhoog                                                           | "Ik houd van Servië!", "Ik ben een orthodoxe christen" |
| shaka                         | duim en pink uitgestoken                                                                          | groet in Hawaï, ook "telefoneren" |
| stank                         | met een hand voor de neus wuiven of heel overdreven de neus dichtknijpen                          | het stinkt hier |
| stop                          | palm vooruit                                                                                      | "stop!" |
| telgebaar                     | met duim en wijsvinger over elkaar wrijven                                                        | Aangeven dat iets duur is |
| tsk-tsk                       | wijsvinger omhoog en van links naar rechts (metronoom)                                            | afkeuring |
| V-teken                       | wijsvinger en middelvinger in de vorm van een V                                                   | oorspronkelijk overwinning (victory), uitgegroeid tot vrede |
| V-teken (Verenigd Koninkrijk) | wijsvinger en middelvinger in de vorm van een V, palm naar gezicht gedraaid                       | "Val dood!" |
| vijg                          | duim tussen wijs- en middelvinger                                                                 | hangt af van de cultuur |
| vingerknip                    | knippen met duim en middelvinger                                                                  | hangt af van de cultuur |
| vingers gekruist              | middelvinger en wijsvinger gekruist                                                               | hoop op succes |
| vraag stellen                 | bovenarm omhoog langs het hoofd, gebalde vuist met wijsvinger in de lucht                         | Duidelijk maken aan lerares of leraar dat je een vraag wilt stellen in de klas of tijdens een college. |
| vuist                         | vuist                                                                                             | ik ben boos op jou, ook teken van revolutie |
| verwerpen                     | slaande beweging naar voren met de vlakke hand                                                    | "Ga weg!"/"Val me daar niet mee lastig!"/"Wat een onzin!" |
| wenken                        | palm naar boven en wijsvinger krullen                                                             | "kom eens hier" |
| wijzen                        | wijsvinger vooruit                                                                                | Aanwijzen. In veel landen wordt direct naar een persoon wijzen als beledigend ervaren. |

### Met twee handen
| naam                  | gebaar                                                                                            | betekenis |
| --------------------- | ------------------------------------------------------------------------------------------------- | --- |
| aanhalingstekens      | aanhalingstekens tonen in de lucht                                                                | "dit is een citaat", maar ook wel "soort van" (sort of)                                                                               |
| afweren               | de gespreide handen worden met de palmen naar voren getoond                                       | "Dat hoeft u echt niet te doen voor mij!", "Nee dank je wel, ik hoef niet(s) meer.", "Ik wil daar helemaal niks mee te maken hebben!" |
| homoseksueel          | met gestrekte hand op de rug (de 'verkeerde kant') van de andere (tot vuist gebalde) hand kloppen | "Hij/zij zijn homoseksueel." |
| time-out              | T vormen met twee handen                                                                          | pauze in een spel, time out |
| hand(en) voor de mond | hand(en) voor de mond doen                                                                        | geschokt/overrompeld zijn |

### Hand en lichaam
| naam                          | gebaar | betekenis                                                                              |
| ----------------------------- | --- | -------------------------------------------------------------------------------------- |
| gebogen elleboog              | een hand in de elleboog van de andere arm die een vuist maakt | - "in geen geval!" - "dit zal je leren!" - "ga weg!" (Frankrijk, Slavische landen)     |
| beffen                        | wijs- en middelvinger in V-vorm voor mond en tong uitsteken | verwijzing naar cunnilingus (obsceen)                                                  |
| braken                        | de vinger wordt demonstratief in de keel gestoken | uiting van walging of afkeuring, "Daar moet ik van overgeven!"                         |
| buigen, knielen               | buigen, knielen | respect, groet                                                                         |
| drinken                       | denkbeeldig glas uitdrinken | drinken                                                                                |
| keel over                     | hand over keel laten gaan | "ik maak je dood!" of "stop"                                                           |
| kruisteken                    | kruis maken (voorhoofd, borst, linkerschouder, rechterschouder) | (katholicisme) zegening                                                                |
| mijn oog                      | ooglid naar beneden trekken met één vinger | verbazing, dubbelzinnigheid, "ik heb je wel gezien!", "pas op!" (hangt af van cultuur) |
| moonen                        | men laat de broek zakken en keert de ander het ontblote achterwerk toe | provocatie, minachting, wordt vaak voor de grap gedaan                                 |
| gaatje in je hoofd            | wijsvinger tegen voorhoofd tikken | "je bent gek!"                                                                         |
| pijpen                        | cilinder van hand maken en ritmisch op en neer naar open mond bewegen, tong in datzelfde ritme tegen wang duwen                                                                                             | verwijzing naar fellatio (obsceen, vaak provocerend)                                   |
| schroef los                   | wijsvinger tegen slaap zetten, hand heen en weer draaien | "je bent gek!"                                                                         |
| stikken                       | handen rond de keel | "help mij, ik stik!"                                                                   |
| zichzelf voor het hoofd slaan | men slaat met de vlakke hand op het voorhoofd | "Ach verdorie, dat was ik helemaal vergeten, wat stom van mij!"                        |
| zweet                         | voorhoofd afvegen | "dat scheelde niet veel!", opluchting, "het is warm hier!"                             |
| schouders ophalen             | Schouders op en neer bewegen | Onwetendheid, twijfel, onverschilligheid                                               |
| Lange neus                    | Eerste hand open met de top van de duim tegen de neus; de tweede hand sluit eventueel op dezelfde wijze aan op de pink van de eerste hand waarna met de vrije vingers kronkelende bewegingen gemaakt worden | Provocerend, "Je kan de boom in!"                                                      |

### Lichaam en aangezicht
| naam                  | gebaar                                | betekenis                         |
| --------------------- | ------------------------------------- | --------------------------------- |
| oogrollen             | rollen met de ogen                    | afkeuring, verveling, wanhoop     |
| tong langs de lippen  | de tong wordt langs de lippen gehaald | Lekker!                           |
| tong uitsteken        | de tong wordt uitgestoken             | verveling, kinderlijke provocatie |
| wenkbrauwen optrekken | de wenkbrauwen worden opgetrokken     | verbazing, afkeuring              |
| Indiase hoofdwiebel   | Het hoofd rolt zijdelings op en neer  | Bevestiging, divers               |